# Бояджи, Атина
Атина Бояджи (макед. Атина Бојаџи; 13 марта 1944, Охрид — 28 декабря 2010, Скопье) — югославская и македонская пловчиха-марафонец. В 1969 году стала первой женщиной Югославии, переплывшей пролив Ла-Манш. В честь своего родного города была прозвана «Охридским дельфином».

## Биография
Атина Бояджи родилась 13 марта 1944 года в Охриде. Уже в возрасте 11 лет побила ряд македонских рекордов по плаванию на короткой воде.
Она завоевала первое место на чемпионате мира по марафонскому плаванью 1962 года, проходившем в Югославии на Охридском озере. Атине тогда было 18 лет, и до сегодняшнего дня она остаётся самой молодой победительницей Охридского марафона. В 1962 году она также приняла участие в марафоне на открытой воде Капри—Неаполь и заняла первое место.
Пик её спортивной карьеры пришёлся на 9 сентября 1969 года, когда она переплыла пролив Ла-Манш за 13 часов 20 минут. Атина Бояджи стала первой женщиной Югославии, переплывшей Ла-Манш.
В 1977 году в честь этого спортивного подвига Афины Бояджи был снят фильм «Выпрямись, Дельфина» (режиссёр Александр Гурчинов, в главной роли Неда Арнерич). Сама Бояджи также принимала участие в работе над фильмом.
После завершения спортивной карьеры она работала тренером, сначала в белградском клубе «Црвена Звезда», а затем в спортивном центре в Лос-Анджелесе, США. К концу 1991 года вернулась в Сараево, работала тренером сборной команды Боснии и Герцеговины и главным тренером плавательного клуба «Босна». Здесь её застала военная осада города. С помощью друзей ей удалось покинуть квартиру, с собой она забрала свои многочисленные спортивные награды. По возвращении в Македонию она была включена в организационный комитет Охридского плавательного марафона.
В 1998 году Македонский олимпийский комитет назвал её «Величайшим македонским спортсменом», а в 2000 году ежедневная газета Утренний весник провозгласила её «спортсменом века». В ее честь назван спортивный комплекс в Охриде.
Атина Бояджи умерла в Скопье 28 декабря 2010 года после непродолжительной болезни. Похоронена 30 декабря 2010 года на кладбище Бутел в Скопье.